# Sevastopol-klass
Sevastopol-klass var en klass av ryska (senare sovjetiska) slagskepp, omfattande fartygen Petropavlosk/Marat, Gangut/Oktiabrskaja revolutsija, Sevastopol/Parizjskaja kommuna och Poltava/Frunze.
Ryssland hade förlorat stora delar av sin flotta under Rysk–japanska kriget. Kapprustningen under Dreadnoughtfebern kom att gynna Ryssland, då existerande fartyg snabbt blev föråldrade. 1906 togs specifikationer på kraven för ett nytt slagskepp för Östersjön utifrån erfarenheterna från kriget fram. Projektet ledde dock ingenvart, då dels finansiering saknades, dels Östersjömarinens strategiska uppgift var oklar. Man insåg också att framtidens fartyg behövde vara betydligt bättre bepansrade än de äldre ryska fartygen, som främst haft pansar till skydd för artillerimaskineri, ammunitionsdurkar och pannor. 1907 godkändes ett nytt fartygsprogram och en tävling utlystes om bästa konstruktion. Vinnare blev en design från Blohm & Voss, och i stället valdes ett förslag från tvåan, Baltijskij zavod i Sankt Petersburg. Marinstaben begärde ett antal ändringar i konstruktionen, sedan dessa 29 april 1909 fastställts beslutades i slutet av maj om att inleda bygget. 3 juni 1909 kölsträcktes de fyra fartygen samtidigt i Sankt Petersburg, två vid Baltijskij zavod och två vid Novoje Admiraltejstvo. Sjösättning skedde mellan 1911 och 1914 och fartygen levererades till flottan från november 1914 till januari 1915. De kom närmast inte att delta i några strider alls under första världskriget. Endast två gånger lämnade de Finska viken för att skydda vid minutläggning. Detta ledde till att Sevastopol och Gangut i augusti 1915 gick på grund i Irbensundet och Sevastopol fick ganska omfattande skador. I mars 1918 gick alla fyra slagskeppen under svåra isförhållanden över till Kronstadt. I oktober 1918 avfördes Poltava och Ganges ur flottan och lades upp. 24 november 1919 utbröt eld ombord på Poltava. Trots flera planer på att återställa fartyget, blev de aldrig av. 7 januari 1926 döptes hon om till Frunze men blev liggande och lämnades 1941 till skrotning. Petropavlovsk deltog 31 maj 1919 i en resultatlös drabbning med brittiska jagare och 13-15 juni besköt hon med sitt tunga artilleri forten Krasnaja gorka och Seraja losjad, vilka gjort myteri. Under Kronstadtupproret i mars 1921 var Petropavlovsk på upprorssidan och fick ta emot ett antal träffar från befästningarna. Efter att upproret slagits ned döptes Petropavlovsk 31 mars 1921 om till Marat och Sevastopol till Parizjskaja kommuna. Gangut som låg upplagd fram till april 1925 döptes 27 juni 1926 om till Oktiabrskaja revoljutsija.
Marat gjorde 1934 ett besök i Gdynia i Polen, 1937 besökte hon Memel, Liepaja och Tallinn. I maj 1937 deltog hon i flottparaden vid Spithead med anledning av George VI:s kröning. Under finska vinterkriget deltog hon med Oktiabrskaja revoljutsija i december 1939 i beskjutningen av befästningar på Björkö. Hon befann sig 22 juni 1941 i Kronstadt och användes från 4 september 1941 för att beskjuta fientliga ställningar. 14-16 september träffades fartyget av 24 tyska projektiler men fick obetydliga skador. 16 september träffades hon av två direktträffar av flygbomber, 15 man dog och 30 sårades. 23 september träffades fartyget av två flygbomber, som orsakade en explosion i magasinet till torn 1, varvid 325 man omkom. Marat satte sig på botten och sprack i princip i två delar, men det grunda vattnet gjorde att hon vilade på botten och batterierna kunde fortsätta brukas. De flesta 120 mm-pjäserna demonterades och användes i land. Delar av skadorna kom senare att gjutas igen med betong. Marat omklassades 1950 till stillaliggande skolfartyg och döptes om till Volchov. Hon lämnades till skrotning 1952.
Oktiabrskaja revoljutsija befann sig 22 juni 1941 i Tallinn, och flyttades 1 juli till Kronstadt. Från 6 september 1941 deltog hon i beskjutningen av fientliga ställningar i land vid Leningrad. 21 september utsattes hon för anfall från tyska bombplan och fick tre träffar i förskeppet. 23 och 27 september fick hon ytterligare tre direktträffar och skador från ett antal detonationer i närheten. Torn 2 var försatt ur stridbart skick och torn 3 var skadat. I oktober 1941 träffades Oktiabrskaja revoljutsija av sju tyska projektiler, och flyttades därefter från Kronstadt till Sankt Petersburg och förtöjdes vid Baltijskij zavod. Hon fick dock även fortsättningsvis motta beskjutning och träffades fram till oktober 1943 av ytterligare tio projektiler. Hon skadades även av flygbomber som briserade i närheten. Slagskeppet fortsatte dock att användas för att beskjuta fiendens positioner fram till januari 1944. 24 juli 1954 överfördes Oktiabrskaja revoljutsija till skolfartyg och 17 februari 1957 ströks hon ur flottans rullor och lämnades till skrotning.
Parizjskaja kommuna befann sig vid krigsutbrottet 22 juni 1941 i Sevastopol och 1 november 1941 ombaserades hon till Poti. Hon utförde två uppdrag mot Sevastopol där hon 28 november och 29 december 1941 gav eld mot tyska ställningar. I januari-mars 1942 närmade hon sig fem gånger kusten för att ge understöd åt landstigningsföretag vid Kertj och Feodosija. Därefter undergick hon mars-april 1942 reparation i Poti där de sönderskjutna eldrören i det tunga artilleriet byttes ut, men kom inte att delta mer i strid. 31 maj 1943 återfick hon sitt gamla namn Sevastopol och 1 november 1944 återvände hon till det befriade Sevastopol. 24 juli 1954 omklassades hon till skolfartyg och 17 februari 1956 ströks hon ur rullorna och lämnades till skrotning.